# Setostylus singularis
Setostylus singularis är en tvåvingeart som först beskrevs av Lane 1948.  Setostylus singularis ingår i släktet Setostylus och familjen platthornsmyggor. Inga underarter finns listade i Catalogue of Life.